# Michio Miyagi-hal

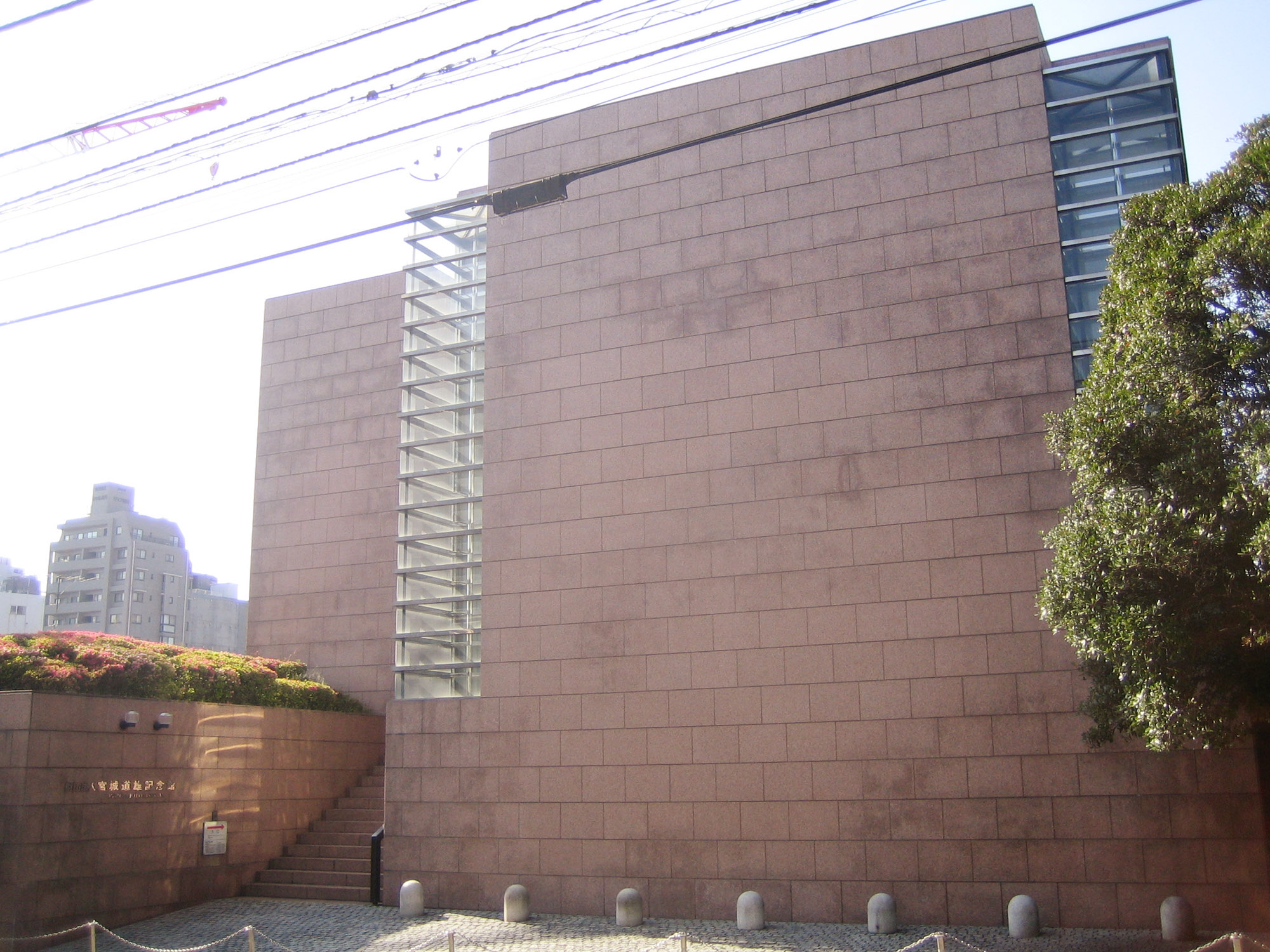
De Michio Miyagi-hal in 2006

De Michio Miyagi-hal (Japans: 宮城道雄記念館; Engels: Miyagi Michio Memorial Hall, hal ter nagedachtenis aan Michio Miyagi) is een museum en concertzaal in Shinjuku (Tokio) ter nagedachtenis aan de kotospeler Michio Miyagi (1894-1956).
Dit kleine museum werd in 1978 en heeft ongeveer 200 voorwerpen die aan Michio Miyagi toebehoorden. Hieronder bevinden zich onder meer zijn favoriete koto, Etenraku, een 80-snarige koto, een 17-snarige koto en andere instrumenten die hij heeft ontworpen. Verder vindt men er een korte video van Miyagi die een van zijn vroegste composities toont, "Mizu no Hentai" (Transformations of Water), een braille-schrijfmachine en partituren (Miyagi was sinds zijn achtste jaar visueel gehandicapt).